# Муса Дембеле (фудбалер, 1996)
Муса Дембеле (фр. Moussa Dembélé; Понтоаз, 12. јул 1996) је француски фудбалер, који тренутно наступа за Атлетико Мадрид.

## Успеси

### Клупски
Селтик
- Шкотска Премијершип лига (2): 2016/17, 2017/18.
- Шкотски лига куп (2): 2016/17, 2017/18.[4]
- Шкотски куп (2): 2016/17[5], 2017/18.

Атлетико Мадрид
- Првенство Шпаније (1): 2020/21.

### Индивидуални
- Шкотска Премијершип лига: Играч месеца (2): септембар 2016, фебруар 2017.[6]
- Тим године у Шкотској лиги: 2016/17.[7]
- Француски играч године до 21: 2016.[8]